# Micaela Torres Palop
Micaela Torres Palop (Valencia, 9 de febrero de 1937 - 6 de julio de 2024) fue una bailarina, coreógrafa y pedagoga española.

## Estudios
Hija de Micaela Palop de Torres, inicia sus estudios de danza en Valencia con Artemis Markessinis compaginándolos con los de bachiller y piano superior, alcanzando el premio extraordinario fin de carrera en el Conservatorio Superior de Música de Valencia. Es titulada en Danza por la Escuela Superior de Arte Dramático y Danza del Instituto del Teatro de la Diputación de Barcelona y en Arte Dramático por la Escuela Superior de Arte Dramático y Danza de Valencia. A continuación marcha a París para estudiar danza clásica con Jaqueline Moreau, Olga Adabache, Morosova, Nora Kiss y Orloff. Posteriormente estudia con Serge Golovine y Claude Bessi.
En 1972 amplió estudios con un master pedagógico de danza en el Centro Internacional de Danza Serge Lifar de Cannes, posteriormente conocido como Escuela superior de danza de Cannes Rosella Hightower, con José Ferrán, Mayer, Photier y Rosella Hightower.De nuevo en París estudió danza moderna y expresiva con Genevieve Mallarmé de la Real Escuela Nacional de teatro y danza de París, danza Ccntemporánea en los Estudios París Center de Marais con Peter Goss, Carmen Larumbe y Jazz con Ruti Mesnil. En 1985 completó un curso nacional de medicina de la danza.

## Trayectoria
En 1968 comenzó su labor pedagógica en Valencia creando y dirigiendo el centro de danza “L’Arabesque”. En 1971 entró a formar parte del claustro de profesores del Conservatorio de Música y Declamación de Valencia. En 1978 fue elegida representante de los Centros Estatales de Danza para la elaboración de la Ley de Enseñanzas Artísticas del Ministerio de Educación y Cultura. En 1983 marchó a la República Democrática Alemana designada en comisión de servicio por el Ministerio de Educación y Cultura como representante de los centros oficiales de danza, para redactar un proyecto de investigación. En 1984 fue nombrada vicedirectora de la Escuela Superior de Arte Dramático y Danza de Valencia.En 1986 fue nombrada por oposición funcionaria de carrera en el Cuerpo de Catedráticos de Música y Artes Escénicas, especialidad danza clásica.En 1993, por desdoblamiento de la antigua Escuela Superior de Arte Dramático y Danza, se creó el nuevo Conservatorio de Danza de Valencia, del cual fue nombrada directora.En 2003 fue creado el Conservatorio Superior de Danza de Valencia del cual fue directora fundadora. En 2011 fue consultora de la asignatura de Expresión Corporal del grado de Enseñanza Infantil de la Universidad Internacional de Valencia.
Fue miembro del tribunal para las pruebas de grado de los centros de enseñanza no oficiales reconocidos por orden de la Consejería de educación y Ciencia de Valencia. Miembro del jurado de los Premios de Teatro de la Generalidad Valenciana.[cita requerida] Miembro del jurado de los Encuentros Juveniles de Danza de la Dirección General de Juventud y Deporte de la Consejería de Cultura Educación y Ciencia.[cita requerida]
Miembro del jurado para las Ayudas para Bailarines de la Consejería de Cultura de la Generalidad Valenciana.[cita requerida]
Miembro del jurado del Concurso Nacional de Danza Clásica -Homenaje a Margót Fontayn- (1991).[cita requerida]
En 1986 fundó “Nova Dansa” para la Escuela Superior de Arte Dramático y Danza de Valencia. La dirige junto a su compañero de danza contemporánea Gerard Collins, con quien realizó una gira por teatros de España. En 1990 creó y dirigió “El Joven Ballet de Valencia” patrocinado por la Generalidad Valenciana dentro del programa Música 92, para el que ha realizado obras coreográficas y argumentos de proyectos como los ballets “A Tempora”  y “Proyecto Escorpio”.

## Coreografías

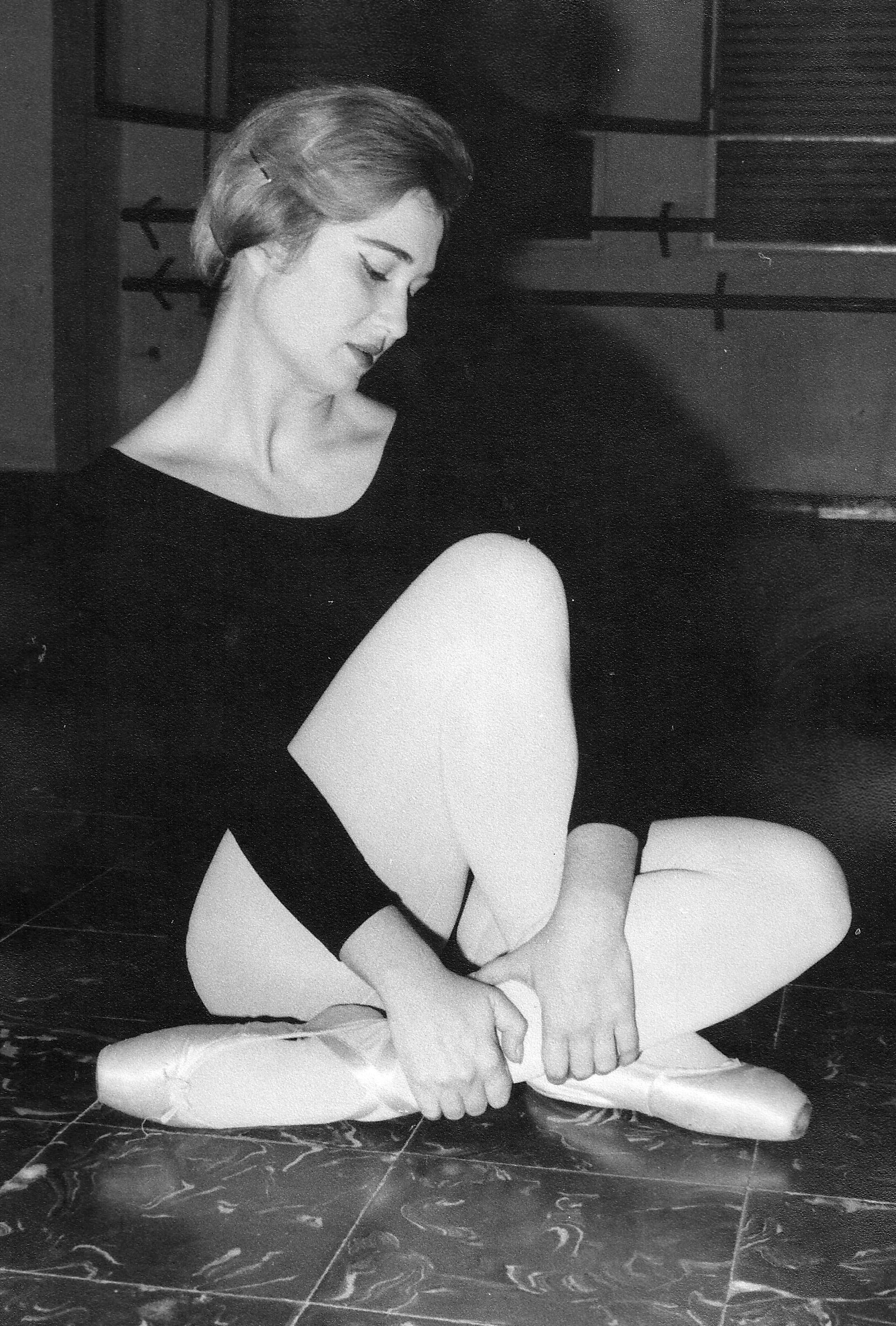
Micaela Torres Palop foto de juventud

| Año  | Obra                     | Música                          |
| ---- | ------------------------ | ------------------------------- |
| 1964 | Un destino               | H. Dutilleux                    |
| 1964 | Bohemia                  | G. Gershwin                     |
| 1966 | Alazanes                 | I.Strawinsky                    |
| 1967 | Fieras                   | H. Dutilleux                    |
| 1969 | La Boutique              | Delibes y Marcelo               |
| 1973 | Espejismos               | G. Malher                       |
| 1973 | Los encuentros           | Walter Carlos, El Kind, Corelli |
| 1976 | La Favorita              | Donizetti                       |
| 1976 | Aida                     | Verdi                           |
| 1976 | Carmen                   | Bizet                           |
| 1977 | Concertina en La menor   | Bacarisse                       |
| 1980 | Canon de Pachelbel       | J. Pachelbel                    |
| 1986 | Sensaciones              | B. Bartok                       |
| 1986 | El sueño de la sirvienta | J. Serrano y F. Jericó          |
| 1986 | Sueño español            | F. Jericó                       |
| 1987 | Requiem                  | G. Fauré                        |
| 1992 | Atémpora                 | J. Serrano y F. Jericó          |
| 1994 | Proyecto Escorpio        | J. Serrano                      |
| 2000 | Amores y Desamores       | D. Pontes y Misia               |

## Ballets interpretados
| Año  | Obra                    | Lugar de estreno             |
| ---- | ----------------------- | ---------------------------- |
| 1964 | Après un Rêve           | Teatro Principal de Valencia |
| 1964 | Don Quijote             | Teatro Principal de Valencia |
| 1965 | Giselle                 | Teatro Principal de Valencia |
| 1966 | Mariposa Malva          | Teatro Principal de Valencia |
| 1973 | Espejismos (paso a dos) | Teatro Principal de Valencia |
| 2003 | A palo seco             | Teatro Rialto de Valencia    |